# Otto von Wolfskeel
Otto II. von Wolfskeel (né à Wurtzbourg, mort le 23 août 1345 à la forteresse de Marienberg) est prince-évêque de Wurtzbourg de 1333 à sa mort.

## Biographie
Il vient d'une famille de Franconie de ministériels. Ses parents sont Otto von Wolfskeel et Anna von Scherenberg. Son père, comme son grand-père et son arrière-grand-père, est burgmann, intendant de la forteresse de Marienberg. Les deux aïeuls se sont distingués lors de la libération de Hermann von Lobdeburg.
Le règne d'Otto, qui selon les sources les plus anciennes serait le neveu de Wolfram von Grumbach, l'évêque de 1322 à 1333, a lieu en plein conflit entre le pape Jean XXII et l'empereur Louis IV du Saint-Empire.
Louis IV tente d'imposer son secrétaire Hermann Hummel von Lichtenberg. Dix-sept des vingt-trois membres votent en 1333 pour Hummel von Lichtenberg contre six pour Otto von Wolfskeel. Comme le vote à la majorité n'est pas décisif, le diocèse se retrouve avec deux évêques à sa tête.
D'un côté, Lichtenberg est reconnu par Baudouin de Luxembourg, archevêque de Trèves et évêque de Mayence ; de l'autre, Otto demande le soutien du pape, en opposition à l'empereur. Le pape demande à Lichtenberg de partir sous peine d'excommunication et menace l'évêché d'interdit. Lichtenberg exige du clergé de ne pas reconnaître le message du pape. Otto quitte Würzburg et fuit quelques mois à Metz.
En 1335, Hermann Hummel von Lichtenberg meurt soudainement, Otto von Wolfskeel revient à Wurtzbourg et est élu évêque à l'unanimité. Otto, un fervent partisan du pape, demande un compromis avec l'empereur et lui promet de lui donner 2 500 florins. Mais l'empereur prononce une condamnation à mort. Les moines dominicains donnent le droit à l'évêque de prononcer l'anathème contre l'empereur. Otto est de nouveau menacé par l'empereur. Dans son entourage, personne ne le soutient, intimidé.
Comme partisan de Louis IV, Otto conclut en 1337 des accords avec l'évêque de Mayence Henri III de Virnebourg et le burgrave Jean II de Nuremberg, suivi du comte Heinrich VIII. von Henneberg-Schleusingen en 1341. En 1344, un conflit naît entre Konrad II. von Schlüsselberg (de), les villes de Wurtzbourg, Nuremberg, Rothenburg ob der Tauber et Bad Windsheim qui le soutiennent, et les partisans de Wolfskeel. Ce conflit peut être réglé par l'empereur. Après la Landfrieden (de) en 1340, obtient l'élargissement de son diocèse : il reçoit Kitzingen et Heidingsfeld (de), une part importante du château (de) de Hallburg, les villes de Gemünden am Main et de Rothenfels, les marchés d'Iphofen et de Frickenhausen-sur-le-Main, mais surtout le sud de la ville de Röttingen, et même sur son lit de mort en 1345 les châteaux de Reichenberg et d'Ingolstadt. Ces acquisitions donnent une certaine unité au diocèse. Otto renforce la forteresse de Marienberg en construisant un nouveau mur d'enceinte.
Il promet de rembourser les dettes importantes de ses prédécesseurs. Pour cela, il crée un harcèlement contre les Juifs d'Ochsenfurt. Il s'impose auprès du peuple en annulant la dette épiscopale auprès des Juifs. Il invente un impôt permettant la citoyenneté de Wurtzbourg.
Il fonde 13 nouvelles paroisses, réforme certains monastères et créé la fonction de vicaire général. Il s'attaque aussi à la réforme de la police et de la justice.

## Source, notes et références
- (de) Cet article est partiellement ou en totalité issu de l’article de Wikipédia en allemand intitulé « Otto II. von Wolfskeel » (voir la liste des auteurs).
- (de) Theodor Henner, « Otto II. von Wolfskeel, Bischof von Würzburg », dans Allgemeine Deutsche Biographie (ADB), vol. 24, Leipzig, Duncker & Humblot, 1887, p. 736-741
- Alfred Wendehorst: Das Bistum Würzburg Teil 2 - Die Bischofsreihe von 1254 bis 1455 (= Germania Sacra. Berlin 1969,  (ISBN 978-3-11-001291-0), S. 60–72 (Numérisation)
- (de) Alfred Wendehorst, « Otto II. von Wolfskeel », dans Neue Deutsche Biographie (NDB), vol. 19, Berlin, Duncker & Humblot, 1999, p. 697–698 (original numérisé).